# Aralia dasyphylla
Aralia dasyphylla é uma espécie de Aralia nativa da Ilha de Java, Indonésia.

## Sinônimos
- Aralia beccarii Ridl.
- Aralia chinensis Blume
- Aralia javanica Miq.